# トベラ属
トベラ属（学名：Pittosporum）は、トベラ科の属の一つ。トベラ科の中では唯一日本に自生種のある属である。

## 属名の由来
属名の Pittosporum（ピットスポルム）は、pitta （ピッタ：樹脂の意）と sporos（スポロス：種子の意）の語からなっている。これは、ギリシャ語の「べたべたしたタネ」に由来し、果実が熟すと中の種子が樹脂状の粘液に覆われ、小鳥がついばんだときに嘴や羽毛などに付着し、遠くに運ばれて行くことに由来する。

## 特徴
その分布域から、ゴンドワナ大陸で発展した植物群と見られている。自生種は200種を超え、トベラ科の8割以上を占める。オーストラリアに最も多く、東アジア、アフリカ南東部、太平洋諸島などの熱帯から温帯にかけて分布している。日本でも、東北地方南部から南にトベラが分布するほか、小笠原諸島などにも6種が自生する。
樹高2-30 mくらいになる常緑または落葉の木本で、葉は単葉で、輪生または互生し、通常革質で、鋸歯や切れ込みのあるものはほとんどない。花は単生するか、円錐花序または散房花序を造り、花弁・萼片・おしべは5つある。花色は白・黄色・紫などのものがあり、香りの良いものが多い。

## 利用
日本ではトベラが庭木として栽植され、斑入り葉腫などの園芸種もできている。欧米では、オーストラリアやニュージーランドなどに原産する種が、数種園芸植物として栽培されている。性質の強いシマトベラ（P. undulatum）は、アメリカ合衆国などで雑草化している。

## 主な種
- シロトベラ（P. boninense）
  - オオミトビラノキ（P. boninense var. chichijimense） - 絶滅寸前（日本の環境省レッドリスト）[3]
- コヤスノキ（P. illicioides） - 準絶滅危惧（日本の環境省レッドリスト）[3]
- コバトベラ（P. parvifolium） - 絶滅寸前（日本の環境省レッドリスト）[3]
- トベラ（P. tobira） - 岩手県と富山県で準絶滅危惧の指定を受けている[4]。
- シマトベラ（P. undulatum）

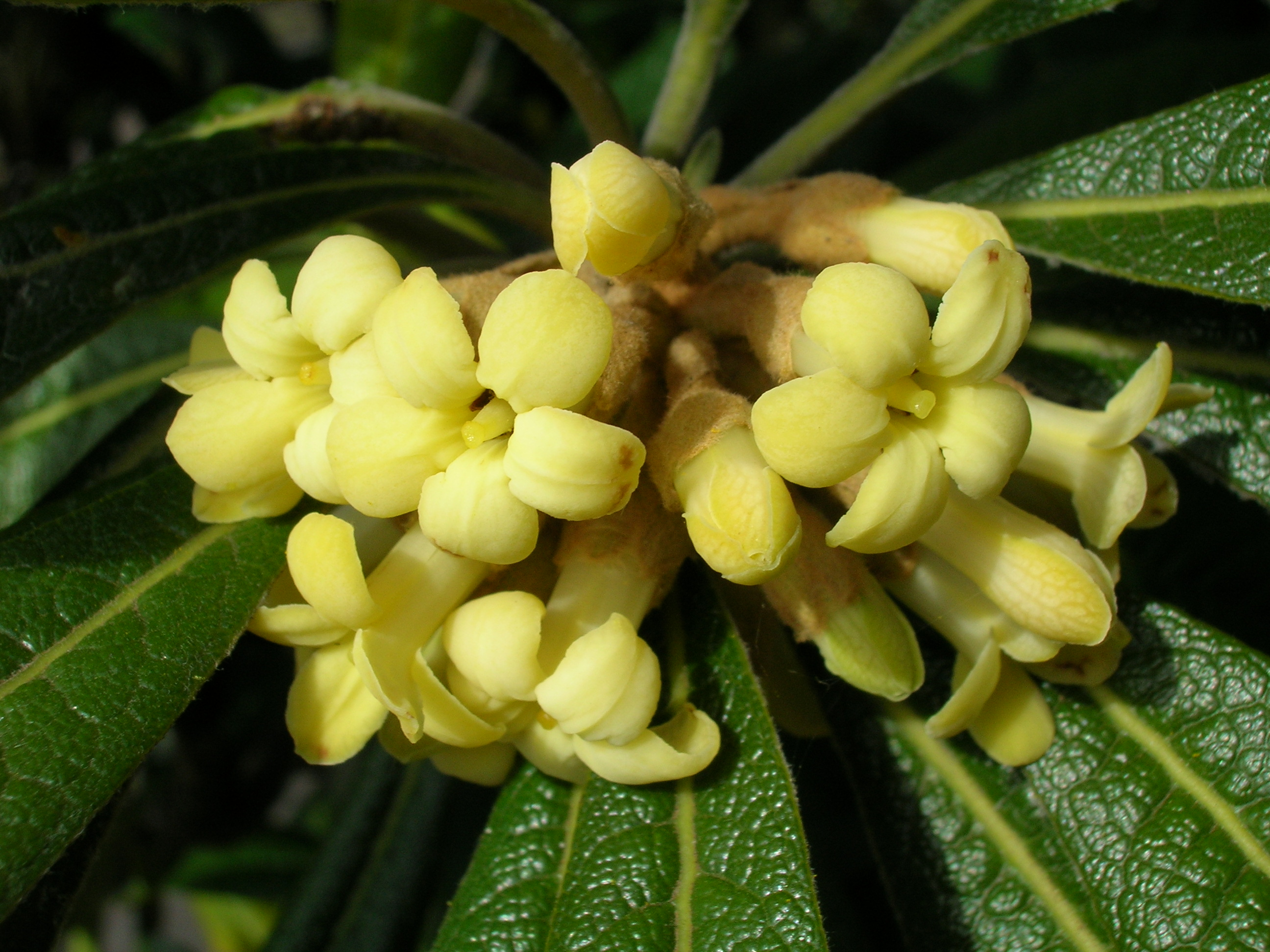
P. confertiflorum
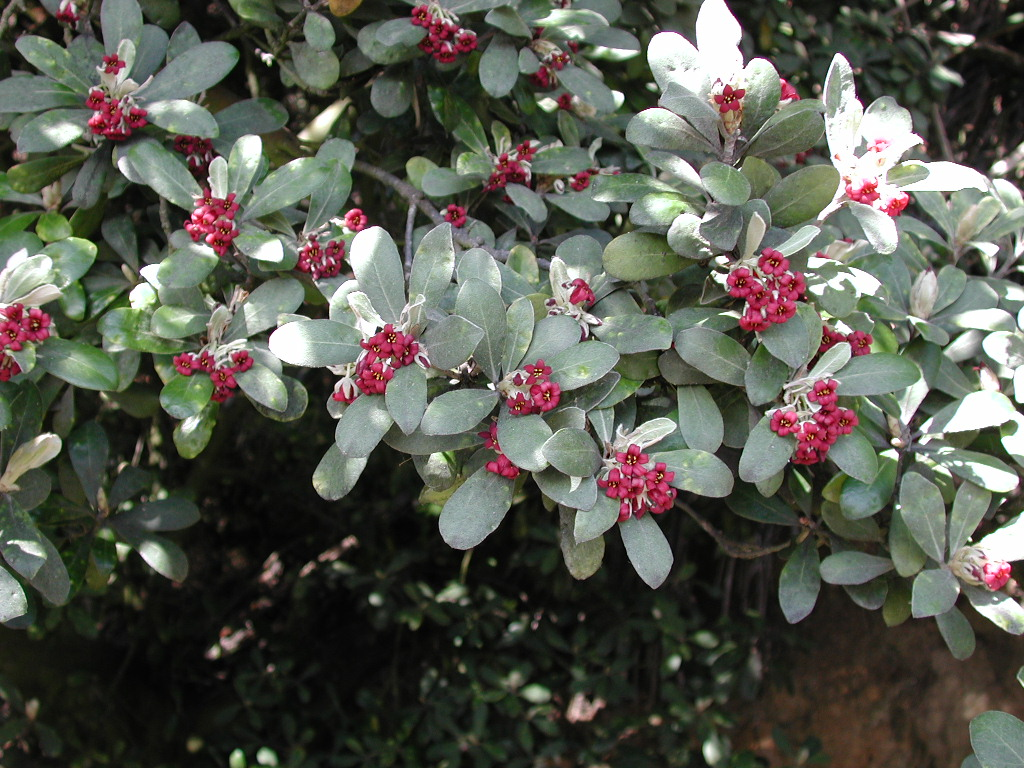
P. crassifolium
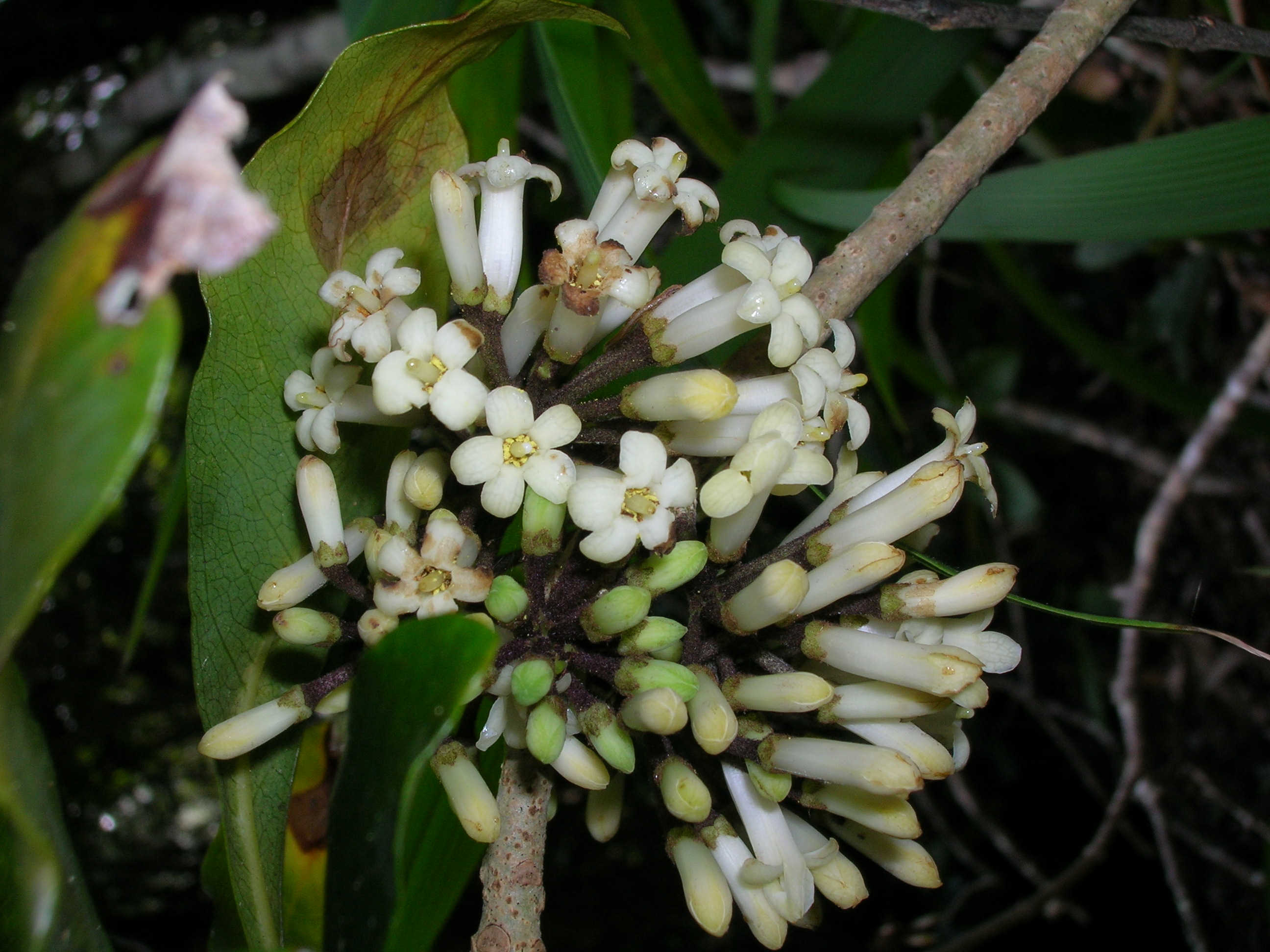
P. glabrum
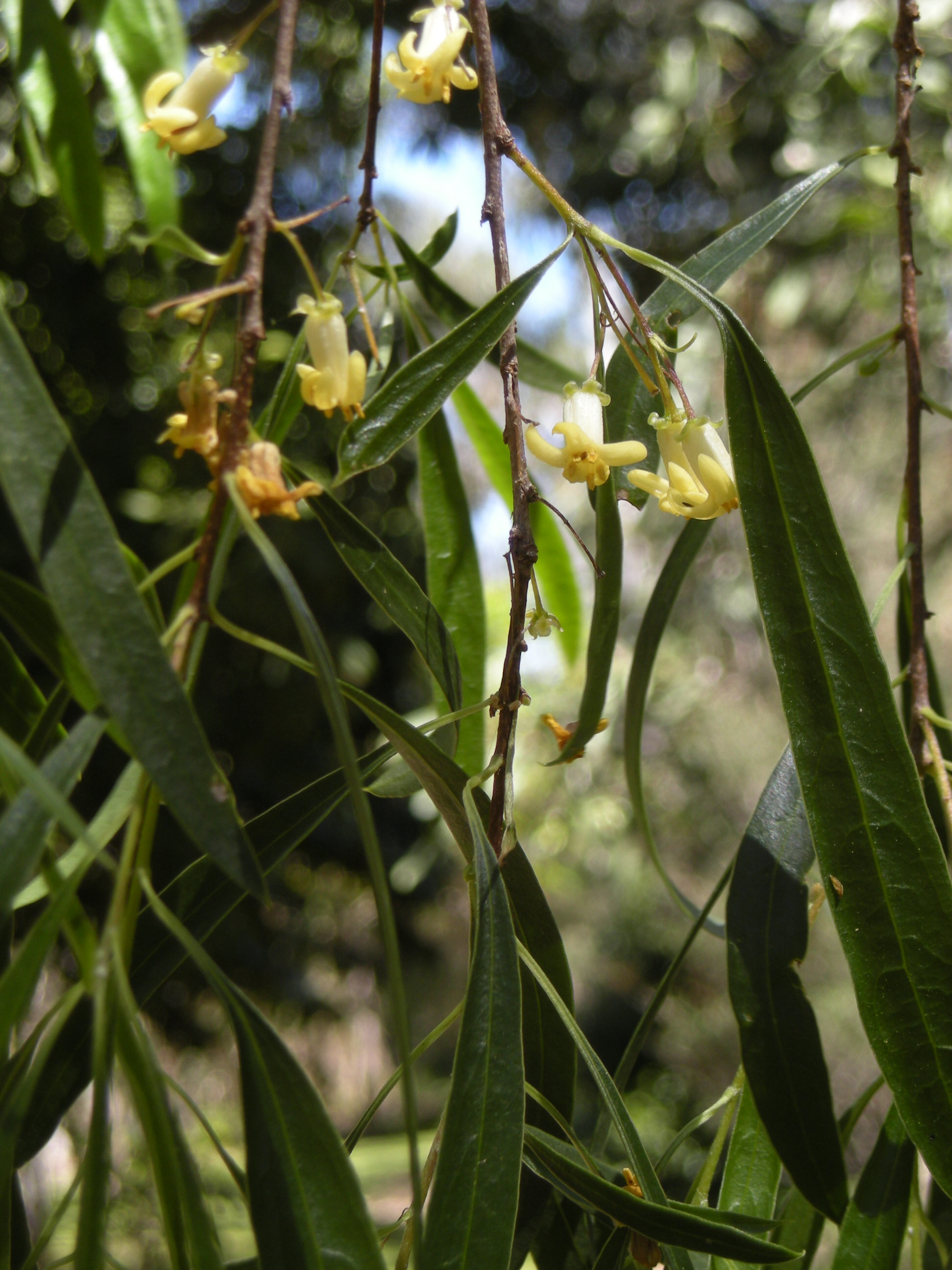
P. phillyreoides
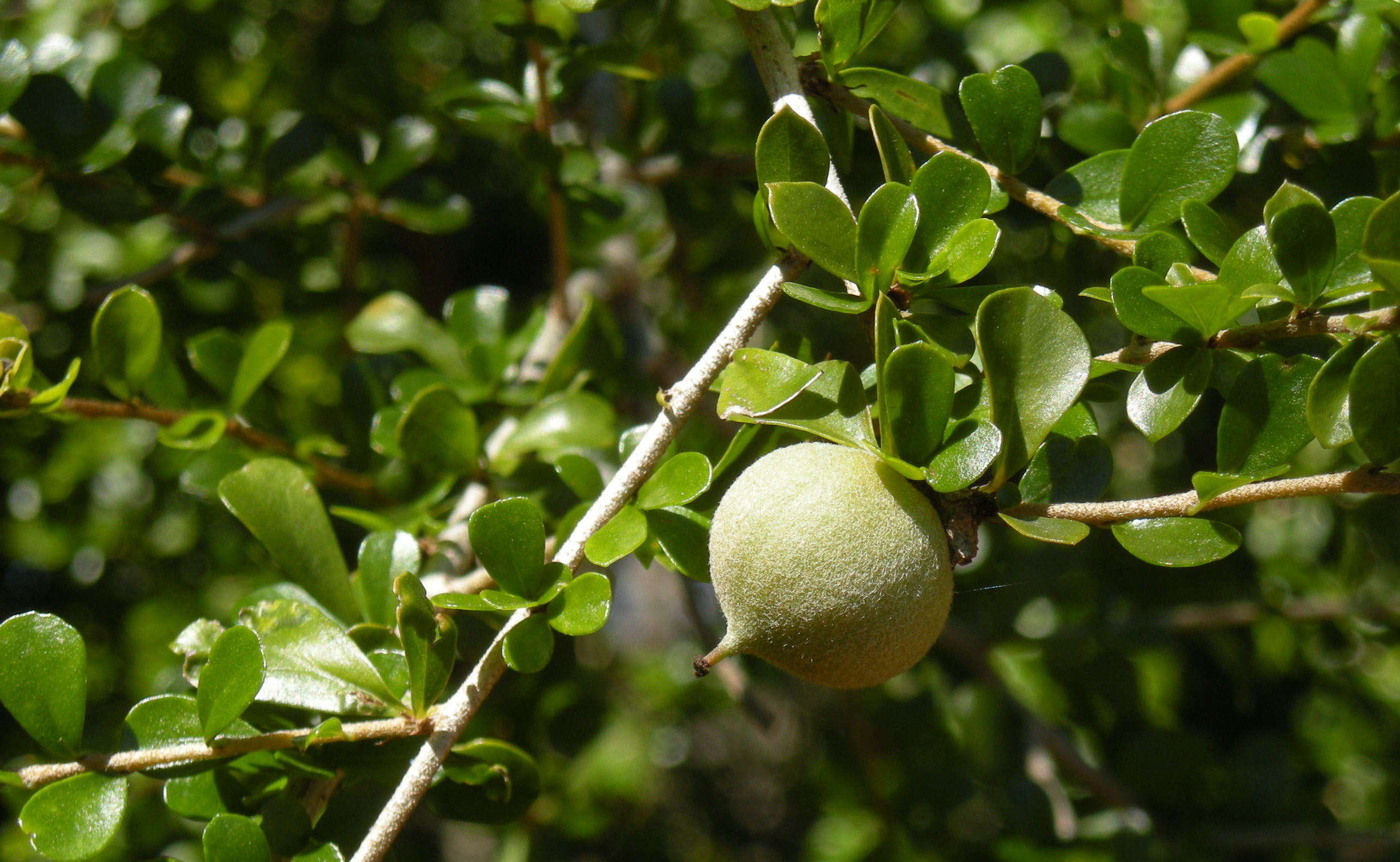
P. spinescens
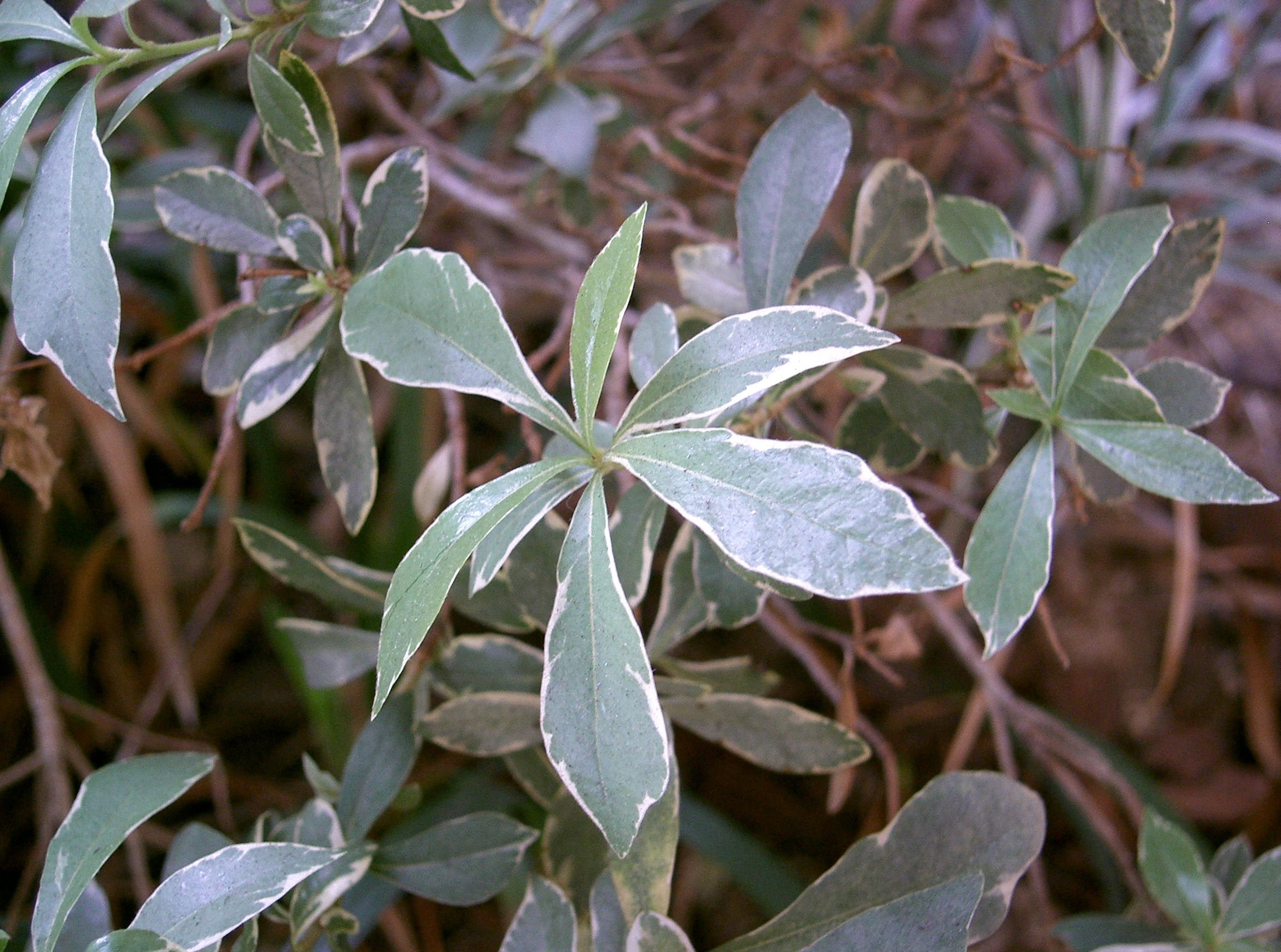
P. tenuifolium
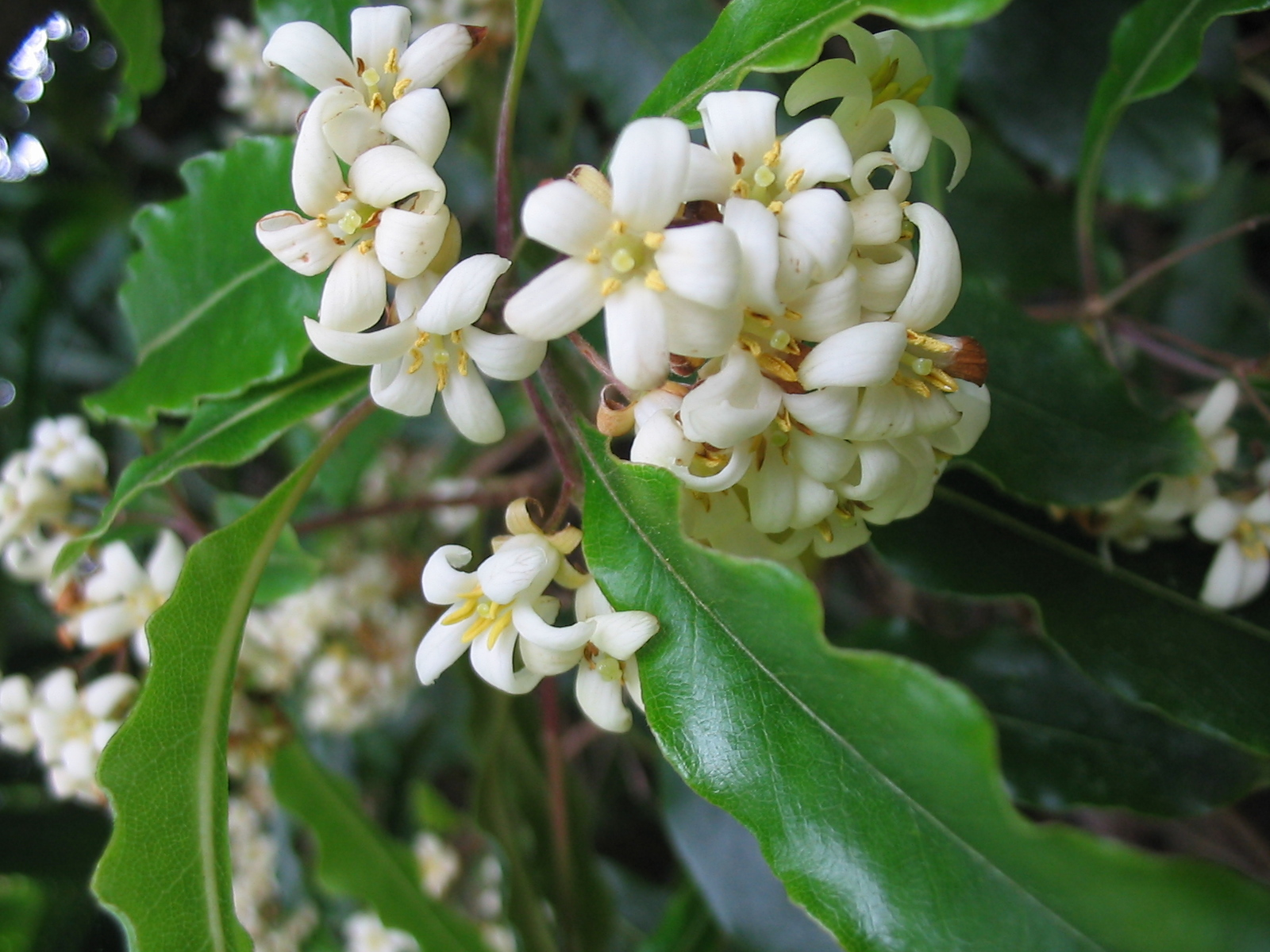
シマトベラ P. undulatum
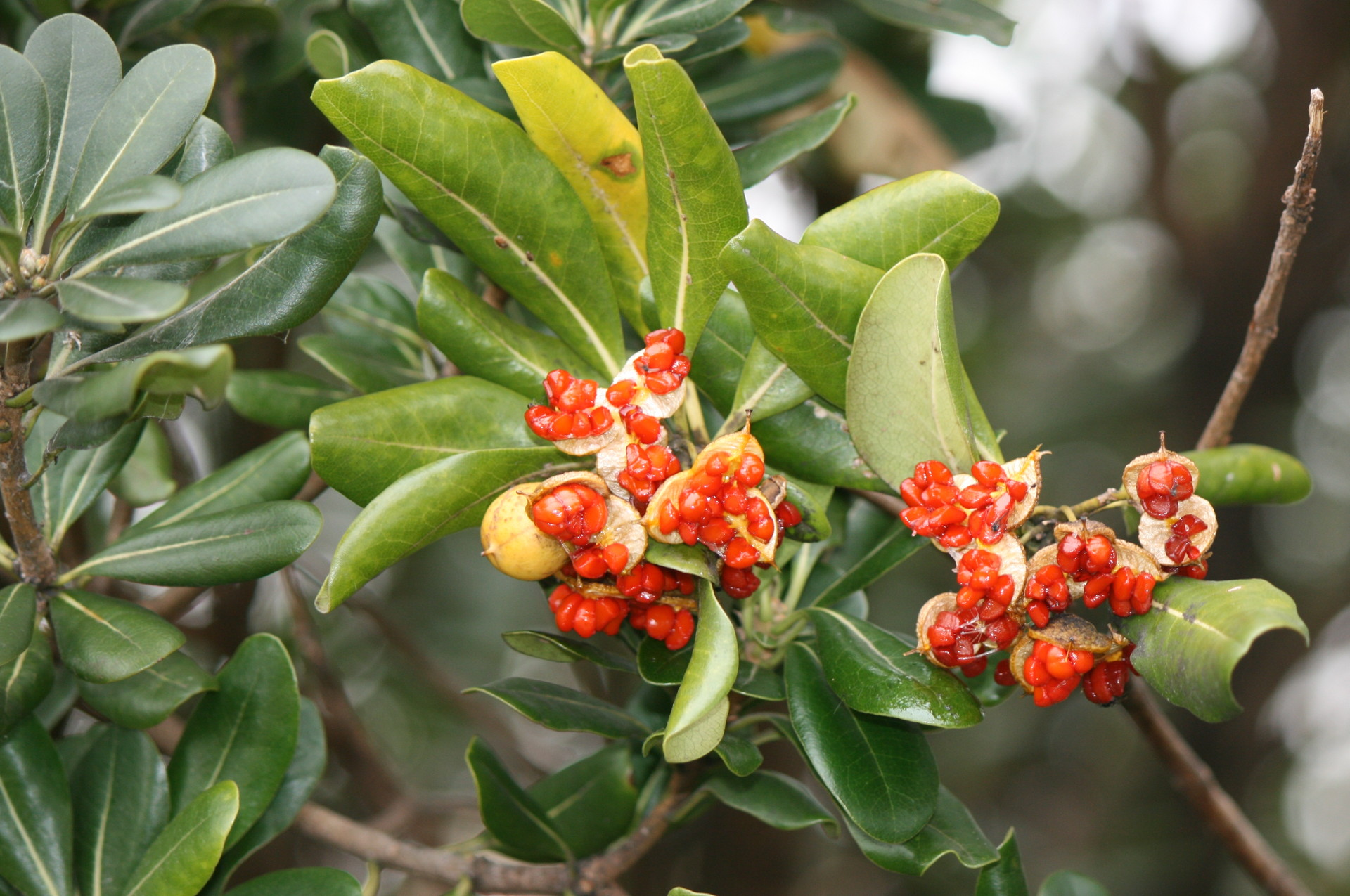
トベラ P. tobira
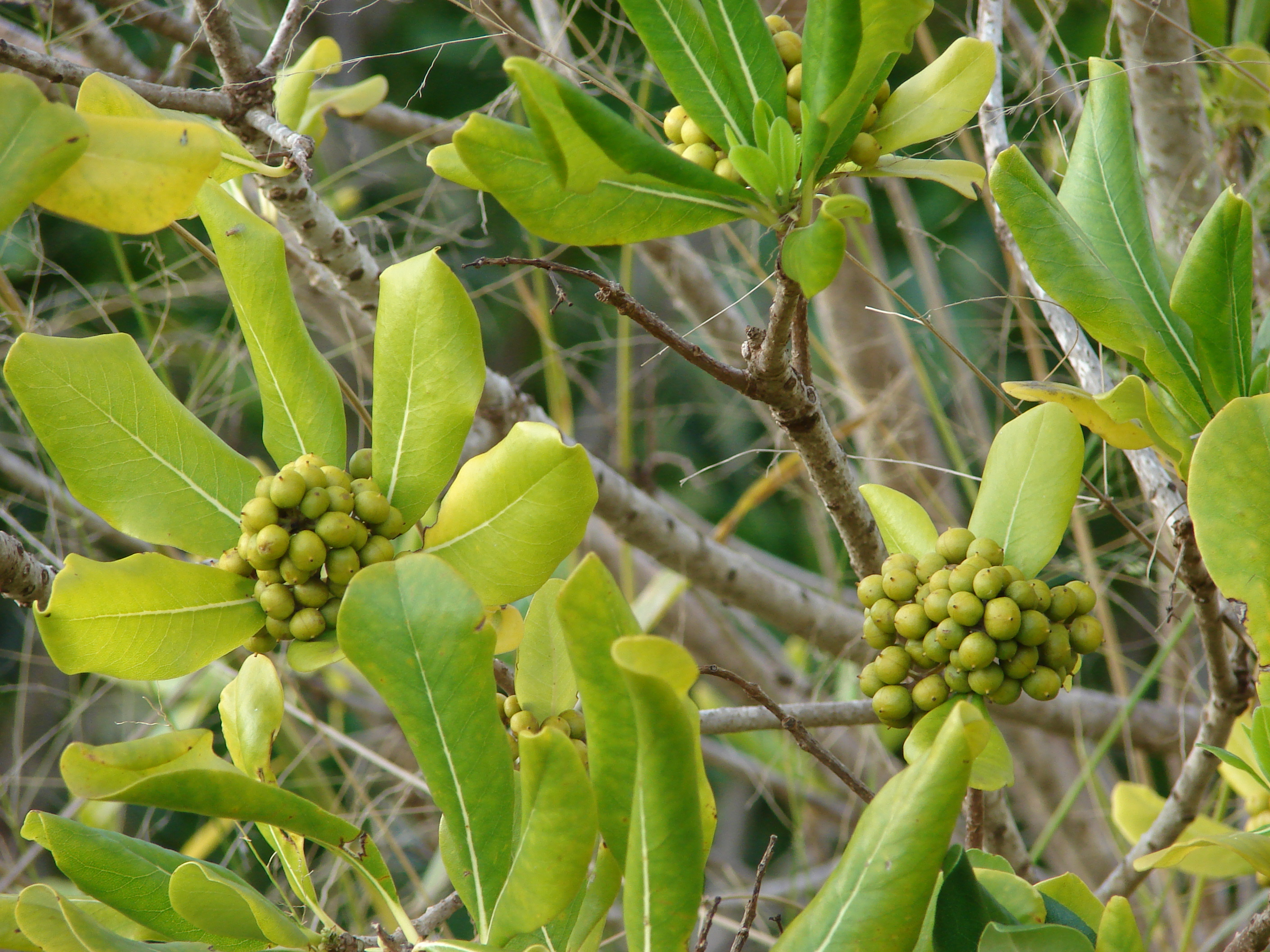
P. viridiflorum